# Central hidroeléctrica Volcán
La central hidroeléctrica Volcán es una central hidroeléctrica de pasada propulsada por aguas del río Volcán que pertenece a la cuenca del río Maipo en la Región Metropolitana de Santiago. Fue inaugurada en 1944 y tiene una potencia de 13 MW obtenidas de dos turbinas Pelton.

Diagrama unifilar de las centrales hidroeléctricas en el río Maipo.